# Henri Barthès
Pour les articles homonymes, voir Barthès.
Henri Barthès est un écrivain, lexicographe et historien local français.

## Biographie
Né en 1947 à Saint-Geniès-de-Fontedit, Henri Barthès devient secrétaire de mairie.
Organiste, il est successivement titulaire des orgues de Murviel-lès-Béziers (1961) et Villeneuve-lès-Béziers (1978), puis de l'orgue Peyssy-Micot de l'église Notre-Dame-de-la-Barthe de Saint-Chinian en 1994.
En 1977, il intègre la Commission archéologique et littéraire de Narbonne. En 1983, il prend la tête de l'Escolo Trencavel affiliée au Félibrige.
Élu maire de sa commune natale en 2008, il est cependant battu par Lionel Gayssot à l'occasion des élections municipales de 2014.
En 2005, il devient correspondant de l'Académie des sciences et lettres de Montpellier.
En 2011, il est élu majoral du Félibrige, titulaire de la cigale de la Narbonnaise. Membre du Conseil de l'écrit mistralien, il y est le spécialiste d'étymologie et de philologie, chargé comme tel de valider les nélogismes de la nouvelle version du Trésor du Félibrige en préparation. Il appartient également à la Société archéologique, scientifique et littéraire de Béziers, qu'il préside de 2011 à 2019, et dont il est l'archiviste.
En 2017, il est fait maître ès jeux de l'Académie des jeux floraux.

## Ouvrages
- Histoire de l'abbaye Sainte-Marie-de-Fontcaude... et de ses bienfaiteurs (préf. Joseph Giry), chez l'auteur, 1979 (BNF 36257512).
- Histoire de Corneilhan (préf. Robert Benoît (d), 2 vol.), mairie de Corneilhan, 1980 (BNF 34297746).
- Monseigneur de Las Cases : évêque de Constantine, Algérie... 1819-1880, sa vie et son œuvre (préf. Gérard Cholvy), chez l'auteur, 1981 (BNF 36601631).
- Las Bezieirencos : l'istori de Bezies countado per sous pouetos : testes lengadoucians, grafio felibrenco, chez l'auteur, 1981 (BNF 34715013)  — anthologie des poètes d'oc de Béziers.
- Études historiques sur la langue occitane (préf. Charles Rostaing), chez l'auteur, 1987 (BNF 34969471)[10].
- Les Documents nécrologiques du diocèse de Béziers : XIe-XVIIe siècles : Prieuré de Sainte-Marie de Cassan, Chapitre Saint-Nazaire-et-Saint-Celse de l'église cathédrale de Béziers, collégiale de Saint-Aphrodise de Béziers (préf. Henri Vidal), chez l'auteur, 1988 (BNF 34948904)[11].
- Saint-Geniès de Fontédit ou Sant-Ginièis de Fountarecho : des origines au XVIIIe siècle, chez l'auteur, 1991 (BNF 35460354).
- Éd. avec Jacques Rouanet (d), La Charte consulaire de Saint-Chinian de la Corne du 9 juin 1465, Société archéologique de Béziers, 1997.
- Les Caritats, le camel et la galère : survivant dans la fête de Saint Afrodise, premier évêque et patron de la ville de Béziers : étude nouvelle, documents et essais d'interprétation générale des fêtes médiévales de Béziers et leurs éléments traditionnels, mairie de Béziers, 2000 (BNF 37623233).
- Avec Q130534548, Le Cartulaire municipal de Puissalicon (XIIIe-XVIIe siècle), Société archéologique de Béziers, 2001.
- Introduction historique et toponymie générale de la commune de Murviel-lez-Béziers, DRAC du Languedoc-Roussillon, 2004, vol. III.
- Éd. de La Coutume de Joncels (diocèse de Béziers, commune, canton de Lunas, Hérault) de juin 1453, Société archéologique de Béziers, 2007.
- Texte latin et traduction française des canons du concile d’Agde (506), Béziers, CERAM, 2006.
- Laus de Clément Besombes, Félibrige, 2012 (lire en ligne).
- Trad. avec Peter T. Ricketts (oc), Dominique Billy et Gilles Bancarel (préf. Jean-Marie Carbasse), de Matfre Ermengau, Bréviaire d'amour, Cazouls-lès-Béziers, Le Mont, 2018 (BNF 45684014).